# Ada Smith
Ada Smith (Leigh, Reino Unido, 24 de junho de 1903-Atherton, agosto de 1994) foi uma ginasta artística britânica, medalhista de bronze olímpica em Amesterdão em 1928 no concurso por equipas.